# Bílá Kedva
Bílá Kedva (rusky Белая Кедва [Belaja Kedva]) je řeka v Komijské republice v Rusku. Je dlouhá 153 km. Povodí řeky je 1690 km².

## Průběh toku
Pramení na Timanském krjaži. Je pravou zdrojnicí Kedvy, jež ústí do Ižmy (povodí Pečory).

## Vodní režim
Zdrojem vody jsou převážně sněhové srážky.